# Kazachstania martiniae
Kazachstania martiniae är en svampart som först beskrevs av S.A. James, J.P. Cai, I.N. Roberts & M.D. Collins, och fick sitt nu gällande namn av Kurtzman 2003. Kazachstania martiniae ingår i släktet Kazachstania och familjen Saccharomycetaceae.   Inga underarter finns listade i Catalogue of Life.